# Initial D
Pour les articles homonymes, voir Initial D (homonymie).
Initial D (頭文字D, Inisharu Dī) est un seinen manga écrit et dessiné par Shūichi Shigeno. Il a été prépublié entre juillet 1995 et juillet 2013 dans le magazine Weekly Young Magazine, et été compilé en un total de quarante-huit tomes. La version française est publiée par Kazé puis Crunchyroll.
Il a été adapté en série télévisée d'animation composée de plusieurs saisons, en OAV ou encore en films d'animation. Une adaptation en film live a également vu le jour, ainsi que de nombreux jeux vidéo.
Depuis septembre 2017, Shigeno publie, dans le même magazine, MF Ghost, qui se déroule dans le même univers qu'Initial D.

## Synopsis
Au Mont Akina, les courses entre pilotes chevronnés se déroulent tous les week-ends. Mais l'équipe locale des Speedstars semble dépassée par l'arrivée massive de stars du volant.
Devant l'impossibilité de relever un défi qui leur est proposé, une seule solution apparaît : faire confiance à la légende urbaine qui court sur un mystérieux pilote local qui dévale la montagne à toute allure.
Personne ne soupçonne alors Takumi Fujiwara, un lycéen de dix-huit ans ne connaissant rien aux voitures, d'être ce génie du volant. Le jeune homme ne fait que livrer le Tofu familial dans la région, par conséquent, il connaît les routes du coin par cœur qu'il aborde au volant de sa Toyota Sprinter Trueno (AE86), à une vitesse hallucinante.

## Personnages

### Personnages principaux
- Takumi Fujiwara (藤原 拓海, Fujiwara Takumi?) : 18 ans - Toyota Sprinter Trueno GT APEX (AE86)
- Bunta Fujiwara (藤原 文太, Fujiwara Bunta?) : 43 ans - Subaru Impreza GC8 WRX STI

### Personnages secondaires
- Natsuki Mogi : 18 ans
- Saori : 19 ans
- Yūichi Tachibana : +40 ans
- Itsuki Takeuchi : 18 ans - Toyota Corolla Levin SR-5 (AE85)
- Masashi Suzuki : +40 ans
- Kazumi Akiyama : 19 ans
- Ken Kogashiwa : ~40 ans - Toyota MR2 G-Limited (SW20)
- Kai Kogashiwa : 19 ans - Toyota MR-S (ZZW30)
- Miki : 19 ans - Celica GT-Four (ST205)
- Keisuke Takahashi : 21 ans - Mazda RX-7
- Ryosuke Takahashi : 23 ans - Mazda RX-7(FC3S)

## Équipes
Plusieurs équipes s'affrontent au long de la série, chacune est composée de plusieurs membres. On peut retrouver les équipes suivantes :

### Akina SpeedStars
Composée de Kōichirō Iketani (21 ans - Nissan Silvia K's (S13)), Itsuki Takeuchi (18 ans -Toyota Corolla Levin SR-5 (AE85)), et enfin Kenji (21 ans - Nissan 180SX (RPS13)).

### Akagi RedSuns
Formée par Ryosuke Takahashi (23 ans - Mazda Savanna RX-7 (FC3S)), Keisuke Takahashi (21 ans - Mazda Efini RX-7 Type-R (FD3S)) et Kenta Nakamura (Nissan Silvia Q's (S14)).

### Myogi Night Kids
Comprenant Takeshi Nakazato (22 ans - Nissan Skyline GT-R V-Spec II (BNR32)) et Shingo Shoji (20 ans -Honda Civic SiR II (EG6)).

### Impact Blue
Formée de Mako Sato et Sayuki (20 ans - Nissan SilEighty (Sil80)).

### Team Emperor
Dans laquelle se trouvent Seiji Iwaki (Mitsubishi Lancer Evolution IV RS (CN9A)) et Kyōichi Sudō (Mitsubishi Lancer Evolution III GSR (CE9A)).

### Project X
Cette équipe comporte, Takumi Fujiwara (Toyota Sprinter GT-APEX Trueno (AE86)), Keisuke Takahashi (Mazda RX-7 efini (FD3S)) Ryôsuke Takahashi (23 ans - Mazda RX-7 Savanna (FC3S) et Shūichi Matsumoto et Kenta Nakamura

### Seven Star Leaf
Formée de Tôhru Suetsugu (Mazda MX-5 Eunos Roadster (NA6C)) et Atsurô Kawai (Nissan Skyline 2.5GT-Turbo (ER34)).

### Todo Juku
Comportant Daiki Ninomiya (Honda Civic Type R (EK9)), Smiley Sakai (Honda Integra Type R Turbo (DC2)) et Tomoyuki Tachi (Honda Civic Type R (EK9)). Il s'agit de la version Démo de l'école Todo.

### Northern Saitama Alliance
Dans laquelle se trouvent Wataru Akiyama (21 ans - Toyota Levin (AE86 TURBO)). Il utilisera une Toyota Levin (AE86 Supercharged) contre Keisuke. Mais également Nobuhiko Akiyama (Toyota Altezza RS200 (SXE10)), Kyōko Iwase (20 ans - Mazda enfini RX-7 (FD3S) et Sakamoto (26 ans - Suzuki Cappuccino (EA11R)).

### Purple Shadow
Formée de Kōzō Hoshino (+40 ans - Nissan Skyline GT-R V-spec II Nür (BNR34)) et Toshiya Jōshima (+40 ans - Honda S2000 type-v).

### Team 246
Avec Satoshi Omiyama (Mazda Roadster 1.8 RS (NB8C)) et Kobayakawa :(Mitsubishi Lancer Evolution VII GSR (CT9A)).

### Racing Team Katagiri Street Version
Composée de Kai Kogashiwa (Toyota MR-S (ZZW30)) et Hideo Minagawa (Toyota Supra RZ (JZA80)).

### Team Spiral
Dans laquelle se trouvent Ryuji « Zero » Ikeda (Nissan Fairlady Z Version ST (Z33)), Hiroya Okuyama (Nissan Silvia Spec R Aero (S15)) et Junichi Sakamoto.

### Sidewinder
Dont les membres sont Go Hojo (Honda NSX-R (NA1)), Shinji Inui (Toyota Sprinter Trueno GT-APEX (2 door)), Rin Hojo : Nissan Skyline GT-R V-Spec II (BNR32) et Eiji Kubo.

## Manga
Créé en juin 1995 par Shūichi Shigeno, le manga est prépublié dans le magazine Young Magazine édité par Kōdansha. Le premier volume relié est sorti le 6 novembre 1995. La sérialisation a pris fin le 29 juillet 2013, et le quarante-huitième et dernier volume relié est publié le 6 novembre 2013.
La version française est d'abord éditée par Asuka jusqu'à son rachat par Kazé, après quoi la publication continua dans la collection de cet éditeur. Enfin, la série est terminée par Crunchyroll après le rachat de Kazé.

## Anime

### Production
L'anime est réparti en plusieurs saisons :
- Initial D First Stage - 26 épisodes (1998)
- Initial D Second Stage - 13 épisodes (1999 - 2000)
- Initial D Extra Stage - OAV (2000)
- Initial D Third Stage - film d'animation (2001)
- Initial D Battle Stage - film d'animation, compilation des scènes de courses (2002)
- Initial D Fourth Stage - 24 épisodes (2004 - 2006)
- Initial D Battle Stage 2  - film d'animation, compilation des scènes de courses (2007)
- Initial D Extra Stage 2 - OAV (2008)
- Initial D Fifth Stage - 14 épisodes (2012 - 2013)
- Initial D Final Stage - 4 épisodes (2014)

La première saison intitulée First Stage, produite par Studio Comet et Studio Gallop, est diffusée sur Fuji TV entre le 8 avril et le 5 décembre 1998.
La deuxième saison intitulée Second Stage est diffusée entre le 14 octobre 1999 et le 20 janvier 2000.
La troisième saison est un film d'animation intitulé Initial D Third Stage. Il est sorti le 13 janvier 2001 au Japon.
La quatrième saison, Initial D Fourth Stage, est diffusée entre avril 2004 et février 2006.
La cinquième saison, Initial D Fifth Stage, est annoncée en août 2012 et a été diffusée entre le 9 novembre 2012 et le 10 mai 2013 à un rythme de deux épisodes par mois. Cette saison retrace l'histoire des tomes 32 à 45 du manga.
La sixième et dernière saison, Initial D Final Stage, comporte 4 épisodes. Les deux premiers ont été diffusés le 16 mai 2014 et les deux suivants le 22 juin 2014. Cette saison conclut la série en adaptant les tomes 46 à 48 du manga.
En août 2013, la production d'un nouveau film d'animation est annoncée. Il s'agit d'une trilogie intitulée New Initial D: The Movie (également nommé Initial D: Legend, Initial D: Legend 2, Initial D: Legend 3) qui est un reboot de la série. Le premier film est sorti le 23 août 2014, le deuxième le 23 mai 2015 et le troisième le 6 février 2016.
En France, l'intégrale de l'anime est éditée par Kazé.

### Distribution
- Kinryū Arimoto (VF : Jean-Michel Vovk) : Kai Kogashiwa
- Masashi Ebara (VF : Peppino Capotondi) : Toshiya Jōshima
- Keiji Fujiwara (VF : Stéphane Ronchewski) : Shingo Shoji
- Orine Fukushima (VF : Françoise Escobar) : Saori
- Nobuyuki Hiyama (VF : Fabien Briche) : Takeshi Nakazato
- Osamu Hosoi (en) (VF : Constantin Pappas, Sébastien Hébrant et Erwin Grunspan) : Hiroshi Fumihiro
- Jin Hosokawa (VF : Alexandre Crépet et Renaud Tefnin) : Nobuhiko Akiyama
- Kōji Ishii (VF : Daniel Lafourcade) : Masashi Suzuki
- Unshō Ishizuka (VF : Jean-Pascal Quilichini et André Pauwels) : Bunta Fujiwara
- Mitsuo Iwata (en) (VF : Éric Chevallier et Tony Beck) : Itsuki Takeuchi
- Yumi Kakazu (VF : Nathalie Bleynie, Julie Basecqz et Cathy Boquet) : Sayuki
- Nobutoshi Kanna (VF : Patrick Brüll) : Ken Kogashiwa
- Kazuya Kawahara (VF : Pierre Bodson) : Seiji Iwaki
- Ayako Kawasumi (VF : Frédérique Charpentier, Cathy Boquet, Mélanie Dermont et Stéphane Flamand) : Natsuki Mogi
- Yasuyuki Konno (VF : Pablo Hertsens) : Sakamoto
- Takehito Koyasu (VF : Frédéric Popovic, Bruno Mullenaerts et Xavier Percy) : Ryôsuke Takahashi
- Yasunori Matsumoto (en) (VF : Benoît Du Pac, Karim Barras et Jean-Pierre Denuit) : Wataru Akiyama
- Shinichiro Miki (VF : Yann Pichon et Laurent Vernin) : Takumi Fujiwara
- Toshiyuki Morikawa (VF : Thierry Janssen) : Daiki Ninomiya
- Daiki Nakamura (en) (VF : Philippe Allard) : Tôru Suetsugu
- Kazuhiro Nakata (en) (VF : ?) : Tomoyuki Tachi
- Michiko Neya (VF : Naïke Fauveau et Audrey D'Hulstère) : Mako Sato
- Rintarō Nishi (VF : ?) : Shūichi Matsumoto
- Tomomichi Nishimura (VF : Hervé Caradec et Jean-Michel Vovk) : Yūichi Tachibana
- Kōsuke Okano (en) (VF : Sébastien Fayard, Marc Weiss, et Gauthier de Fauconval) : Kenta Nakamura
- Ryūzaburō Ōtomo (VF : Emmanuel Liénart) : Kōzō Hoshino
- Seiji Sasaki (en) (VF :Jean-Michel Vovk) : Atsuro Kawai
- Tomokazu Seki (VF : François Creton et Christophe Hespel) : Keisuke Takahashi
- Wataru Takagi (VF : Cyrille Monge, Mathieu Moreau et Aurélien Ringelheim) : Kenji
- Akimitsu Takase (en) (VF : Grégory Praet) : Smiley Sakai
- Masahiko Tanaka (en) (VF : Antoine Tomé,Olivier Cuvellier) : Kyōichi Sudō
- Megumi Toyoguchi (VF : Alice Ley) : Kyōko Iwase
- Takumi Yamazaki (VF : Philippe Résimont) : Miki
- Kazuki Yao (VF : Martial Leminoux et David Manet) : Kōichirō Iketani
- Ryōka Yuzuki (VF : Agnes Manoury) : Kazumi Akiyama

### M.O.V.E
Le groupe de musique japonais M.O.V.E est l'interprète des musiques des génériques de début et de fin depuis la création de la série (c'est la série qui a permis, entre autres, de les faire connaitre). Dans les épisodes 20, 21 et 22 du 4th stage, le groupe fait une apparition en tant que spectateur de la course qui oppose Keisuke Takahashi à Kōzō Hoshino des Purple Shadow.
Par ailleurs, l'univers d'Initial D leur tient à cœur car ils ont décidé de faire pour le clip de leur chanson Out of Kontrol une course opposant Takumi Fujiwara aux membres du groupe.

## Film en prise de vues réelles
Une adaptation chinoise de la série en film en prise de vues réelles a été réalisée par Andrew Lau et Alan Mak. Tau man ji D est sorti en 2005 et est disponible en français chez TF1 Vidéo depuis le 22 mars 2007. Parmi les acteurs, Jay Chou interprète Takumi et Anthony Wong Chau-sang joue son père Bunta, ainsi qu'Edison Chen qui joue Ryosuke Takahashi.
Le scénario ne reprend que les principaux faits de l'histoire originale jusqu'à peu avant le début du Project D. Par contre, en plus des modifications nécessaires à synthétiser l'histoire en moins de deux heures, plusieurs personnages apparaissent très différents par rapport à l'original. Par exemple, Itsuki apparait comme étant le fils du gérant de la station service et Bunta est un alcoolique qui bat son fils.

## Produits dérivés

### Jeux vidéo
Plusieurs jeux vidéo d'arcade et de consoles sont sortis au Japon, en Europe et aux États-Unis .
- Initial D Arcade Stage
  - Initial D Arcade Stage / Initial D (2002 - Arcade (Naomi 2))
  - Initial D Arcade Stage Ver.2 / Initial D Ver.2 (2003 - Arcade (Naomi 2))
  - Initial D Arcade Stage 3 / Initial D Version 3 (2004- Arcade (Naomi 2))
  - Initial D Arcade Stage 4 / Initial D 4 (2006 - Arcade (Lindbergh))
  - Initial D Arcade Stage 4 Limited (2007 - Arcade (Lindbergh))
  - Initial D Arcade Stage 4 Kai (2008 - Arcade (Lindbergh)) (Asie uniquement)
  - Initial D Arcade Stage 5 (2009 - Arcade (Lindbergh)) (Asie uniquement)
  - Initial D Arcade Stage 6 AA (2011 - Arcade (RingEdge)) (Asie uniquement)
  - Initial D Arcade Stage 7 AAX (2012 - Arcade (RingEdge)) (Asie uniquement)
  - Initial D Arcade Stage 8 Infinity (2014 - Arcade (RingEdge)) (Asie uniquement)
  - Initial D Arcade Stage Zero (2017 - Arcade (Nu2)) (Japon uniquement)
- Initial D (1999 - Saturn)
- Initial D (1999 - PS1)
- Initial D Special Stage (2003 - PS2)
- Initial D Extreme Stage (2008 - PS3)
- Initial D Mountain Vengeance (2004 - PC)
- Initial D Street Stage (2006 - PSP)
- Initial D Gaiden (1998 - Game Boy)
- Initial D Another Stage (2002 - GBA)
- Initial D Collectible Card Game (2003 - Jeu de cartes à collectionner)

La Toyota Trueno GT Apex (86) est également présente dans de nombreux jeux de course tel que Gran Turismo. Le volet Gran Turismo 4 présente également la Toyota Trueno GT Apex (86) version Shuichi Shigeno.

### Modélisme
Le fabricant de modèles réduits radio-commandés Kyosho a sorti pour sa gamme Mini-Z série Drift une collection de canopies (carrosseries) adaptées des films Initial D.

## Accueil
Initial D est un des mangas les plus vendus au monde, avec près de 50 millions d'exemplaires vendus[réf. nécessaire].